# Boienhagen
Boienhagen ist ein Ortsteil der Gemeinde Upahl im Landkreis Nordwestmecklenburg in Mecklenburg-Vorpommern.

## Geografie und Verkehrsanbindung
Boienhagen liegt östlich des Kernortes Upahl. Die Landesstraße L 031 verläuft unweit südlich und die A 20 unweit nördlich.

## Sehenswürdigkeiten
In der Liste der Baudenkmale in Upahl sind für Boienhagen vier Baudenkmale aufgeführt:
- die alte Schule (Dorfstraße 8)
- ein Bauernhof mit Hallenhaus, Scheune und Backhaus (Dorfstraße 15)
- ein Hallenhaus (Dorfstraße 19)
- ein Transformator